# Polaris Peak
Il Polaris Peak, (in lingua inglese: Picco Polaris), è un picco roccioso antartico dalla forma arrotondata e alto 970 m, situato 7 km a sudovest del Monte Roth, nelle Gabbro Hills dei Monti della Regina Maud, in Antartide. 
La denominazione è stata assegnata dal gruppo sud della New Zealand Geological Survey Antarctic Expedition (NZGSAE) del 1963–64, perché il gruppo raggiunse la vetta su una motoslitta Polaris.